# Piero Gardoni
Piero Gardoni (Bérgamo, 12 de febrero de 1934 - Sarnico, 15 de diciembre de 1994) fue un futbolista italiano que jugó de defensa.

## Carrera
Pese a nacer en Bergamo, a Gardoni le costaría ser profeta en su tierra varios años de su carrera hasta convertirse en un emblema de la Dea.
En 1953, Gardoni salió de los juveniles, cedido hasta 3 veces. Primero para probarse en el modesto Caravaggio (Italia). Tras una temporada, marchó al Marzoli y posteriormente al Associazione Calcio Reggiana 1919 de la Serie C, ganando el campeonato 57-58.
Ya en 1958, se anunciaba la vuelta de Piero al equipo de su ciudad natal, permaneciendo hasta el 67. Aquí fue donde cosechó sus mejores éxitos como futbolista, ganando la Serie B en la temporada 58-59 y aquella Copa Italia con victoria del Atalanta Bergamasca Calcio por 3-1 al Torino Football Club el 2 de junio de 1963.
Pese a vestir la zamarra azul y negra en 213 ocasiones, solo logró un gol, ante el Vicenza Calcio.

## Carrera como entrenador
Tan solo ejerció de entrenador una temporada, la 72-73, en el humilde Cisanese de la región lombarda.

## Fallecimiento
Al cumplir 60 años, le detectaron una enfermedad, algo que le afectaría de manera importante a su estado anímico, siendo un aliciente para suicidarse en el mes de diciembre.
Los medios recogieron las declaraciones de su esposa, que afirmaba que se había marchado a pasear y ya no había regresado al domicilio. Tras buscarlo, hallaron su cuerpo inerte en el Río Oglio, afluente del Río Po, cerca de la localidad de Sarnico.

## Legado
Piero Gardoni ya es historia del Atalanta Bergamasca Calcio por su liderazgo hacia el primer gran título de los italianos. Su forma de jugar era de defensa rudo, acorde a su tiempo, dejando de lado la estética para convertirse en un muro infranqueable. Quien le vio jugar, destacaba su entrega y su garra, la fiabilidad a la hora de frenar delanteros.
El carisma del jugador era tal que el cantautor italiano Luciano Ravasio le dedicó una canción llamada Ol Piero.

## Equipos
| Años    | Equipo                            | Partidos jugados | Goles |
| ------- | --------------------------------- | ---------------- | ----- |
| 1953-54 | Caravaggio (Italia)               | 26               | 0     |
| 1954-55 | Marzoli                           | 84               | 1     |
| 1957-58 | Associazione Calcio Reggiana 1919 | 30               | 0     |
| 1958-67 | Atalanta Bergamasca Calcio        | 213              | 1     |
| 1967-68 | Urbs Sportiva Reggina 1914        | 32               | 0     |
| 1968-69 | Unione Sportiva Pergolettese 1932 | 1                | 0     |